# Daniel Guéret
Pour les articles homonymes, voir Guéret (homonymie).
Daniel Guéret, né le 17 avril 1961, est un homme politique français, né à Illiers-Combray, élu d'Eure-et-Loir.

## Mandats
Conseiller régional, il soutient en 1998 l’élection de Bernard Harang (UDF-DL) avec les voix des élus du Front National mené par Marie-France Stirbois. 
Depuis le 1er octobre 2020, il est sénateur d'Eure-et-Loir